# Теорема про непарну кількість зображень
Теорема про непарну кількість зображень стверджує, що під час гравітаційного лінзування кількість зображень джерела випромінювання завжди є непарною, причому кількість зображень, видимих з прямою орієнтацією джерела, рівно на одиницю перевищує кількість зображень, видимих дзеркально.
Теорема про непарну кількість зображень формулюється в літературі за різних умов, наприклад, у квазіньютонівському наближенні або в припущенні про якийсь конкретний простір-час.
Доведення теореми про непарну кількість зображень використовують різні методи. У моделі Лоренца, серед іншого, використовуються теорія Морса та аргументи щодо степеня відображення, за допомогою яких — як і у квазіньютонівських міркуваннях — розглядаються різні функції та варіаційні принципи.

## Можливість парної кількості зображень
У деяких статтях проаналізовано можливі причини, чому іноді спостерігається парна кількість зображень. Це, наприклад, випадки, коли джерело сховане за лінзою, або коли зображення надто тьмяні, або кілька зображень опиняються занадто близько й не можуть бути розділені. При цьому не тільки вивчаються передбачувані яскравості зображень для існуючих реальних систем лінз і можливі накладення зображень, але й робляться загальні передбачення такого роду. Такий аналіз можна знайти у Джаноні та Ломбарді (1998), де розглядається поглинання квазіньютонівської тонкої лінзи. Для цього вони використовують теорію Морса, яку з 1995 року розробляли Джанноні, Мазіелло та Піччоне за допомогою принципа Ковнера, і яка також застосовується до моделі Лоренца.
У квазіньютонівських розглядах точкових лінз виникають умови, за яких кількість зображень парна. Це показали Шнайдер, Елерс і Фалько, стор.175, як модифікацію їхнього квазіньютонівського формулювання теореми про непарну кількість зображень для тонкої, широкої, прозорої лінзи зі скінченною масою в площині та обмеженими кутами відхилення. За типових квазіньютонівських припущень Петтерс отримує умови для парної кількості зображень.

## Результати
Існує два підходи до доведення теореми про непарну кількість зображень: теоретичний за Морсом та геометричний за Лоренцем, який використовує збільшення.
Петтерс доводить теорему про непарну кількість зображень, використовуючи теорію Морса та розглядаючи квазіньютонівську функцію різниці часу. При цьому припускається, що лінза є прозорою та несингулярною.
Берк (1980) використовує квазіньютонівські міркування і ступінь відображення. Для цього він розглядає різницю між двома векторними полями на площині лінзи, які задані напрямками, в яких джерело видно в площині лінзи відносно спостерігача. Кількість зображень джерела, які бачить спостерігач, дорівнює кількості нулів цього векторного поля. Якщо кут дифракції обмежений, векторне поле на зовнішній стороні площини лінзи є радіальним, і теорема про індекс Пуанкаре-Гопфа дає непарну кількість зображень з n+=n-+1.
Ломбарді (1998) дослідив теорему в рамках квазіньютонівської моделі для нетонких лінз і нестаціонарного простору-часу. Стаціонарність означає, що скрізь є часоподібне, орієнтоване в майбутнє векторне поле Кіллінга.
Маккензі (1984) дослідив теорему про непарну кількість зображень, використовуючи теорію Морса американської математикині Карен Уленбек в глобально гіперболічному просторі-часі. На додаток до глобальної гіперболічності, простір-час, який він розглядає, повинен відповідати жорстким вимогам до топології просторів шляхів.
Згадані досі теореми (Шнайдера, Елерса та Фалько, Петтерса, Берка та Маккензі) містять твердження, що кількість прямих зображень перевищує кількість обернених зображень рівно на один.
Тим часом теорія Морса продемонструвала виникнення непарної кількості зображень для глобально гіперболічного простору-часу за умови його стягуваності (інакше створюється нескінченна кількість зображень) і відповідності певним технічним умовам. Оскільки асимптотично прості та порожні простори-часи є глобально гіперболічними та стягуваними, це доведення застосовне до них. Відповідне доведення дає Перлік. Використана теорія Морса надана Джанноні, Мазіелло та Піччоне.
Перлік (2001) дає лоренцівське геометричне доведення, яке використовує ступінь відображення.
Глобально гіперболічні простори не обов'язково є просто лінзуючими середовищами, як можна побачити з асимптотичних просторів-часів де Сіттера. Зі свого боку, просто лінзове середовище, як правило, не є глобально гіперболічним.
Поки що ані лоренцівське геометричне доведення Перліка, ані морсівське теоретичне доведення у глобально гіперболічному просторі-часі не змогли показати, що кількість зображень з прямою орієнтацією перевищує кількість дзеркально перевернутих зображень рівно на один. Спроби Перліка та Козаме, Ламберті та Реула довести це в асимптотичному простому та порожньому просторі-часі є неповними.
Конкретні розрахунки кількості зображень і орієнтації зображень можна знайти в багатьох публікаціях для спеціального простору-часу. Вони надають як приклади, в яких виконуються умови теореми про непарну кількість зображень, так і приклади, в яких це не так, і в яких насправді є парна кількість зображень.